# HD85453
HD85453 — хімічно пекулярна зоря спектрального класу B9, що має видиму зоряну величину в смузі V приблизно  8,2.
Вона  розташована на відстані близько 1279,0 світлових років від Сонця.

## Пекулярний хімічний склад
Зоряна атмосфера HD85453 має підвищений вміст 
Si
.